# Rock im Park
Rock im Park is een jaarlijks terugkerend muziekfestival in Neurenberg (Duitsland). Het is een parallelfestival met Rock am Ring: de meeste gecontracteerde bands voor Rock im Park, treden in hetzelfde weekend ook op Rock am Ring op.
In 1993 vond het festival de eerste maal plaats, in Wenen onder de naam Rock in Wien of Rock in Vienna. Van 1994 tot 1996 vond het festival plaats in München. In 1994 onder de naam Rock in Riem vanwege de locatie op de voormalige luchthaven München-Riem. Vanaf 1995 draagt het festival de naam Rock im Park vanwege de locatie in het Olympiastadion en het omliggende Olympiapark, waar het ook in 1996 plaatsvond. Vanaf 1997 vindt het festival plaats in Neurenberg, de eerste zeven jaar in en rond het Max-Morlock-Stadion. Omdat dit stadion werd verbouwd voor het WK voetbal 2006, verhuisde het festival in 2004 naar het Zeppelinfeld van de Reichsparteitagsgelände. Wederom vanwege het WK voetbal, moest het festival in 2006 eenmalig uitwijken naar het park Luitpoldhain. In dat jaar had het festival een kleine 50.000 bezoekers. Vanaf 2007 is het weer terug op het Zeppelinfeld. In 2012 ontving het festival meer dan 75.000 bezoekers. In 2020 werd de editie geannuleerd vanwege het uitbreken van de Coronapandemie.

## Programma
| Jaar | Bekendste artiesten |
| ---- | --- |
| 1993 | Def Leppard, INXS, Faith No More, Brian May en Leonard Cohen |
| 1994 | Aerosmith, Peter Gabriel, Crowded House, Extreme en Rage Against the Machine |
| 1995 | Van Halen, Bon Jovi, Bad Religion, Megadeth, The Pretenders en Weezer |
| 1996 | Mike and the Mechanics, Herbert Grönemeyer, Bryan Adams en k's Choice |
| 1997 | Aerosmith, Bush, Fugees, Supertramp en Kiss |
| 1998 | Genesis, Bob Dylan, Rammstein, Ozzy Osbourne en Van Halen |
| 1999 | Metallica, Alanis Morissette, Skunk Anansie, Robbie Williams, Heather Nova en Amanda Marshall |
| 2000 | Sting, Santana, Die Toten Hosen, Oasis, Pearl Jam, Slipknot en Deftones |
| 2001 | Limp Bizkit, Radiohead, a-ha, Travis, Anastacia en Tool |
| 2002 | Ozzy Osbourne, Lenny Kravitz, Neil Young, Macy Gray, Jamiroquai en System Of A Down |
| 2003 | Metallica, Iron Maiden, Placebo, Moby, Marilyn Manson, en The Hives |
| 2004 | Red Hot Chili Peppers, Muse, Judas Priest, Wir sind Helden, The Rasmus en Evanescence |
| 2005 | R.E.M., Green Day, Marilyn Manson, Dir en grey, Maroon 5, Billy Idol en Slipknot |
| 2006 | Metallica, Tool, Alice in Chains, Depeche Mode, The Dresden Dolls, Kaiser Chiefs, Morrissey, Paul Weller en Pharrell Williams |
| 2007 | The Smashing Pumpkins, Die Ärzte, Linkin Park, The White Stripes, Arctic Monkeys, Good Charlotte, The Kooks, Megadeth, My Chemical Romance, Razorlight, Slayer, en Velvet Revolver |
| 2008 | Die Toten Hosen, Rage Against the Machine, Metallica, The Prodigy, Incubus, The Verve, The Offspring, Motörhead, HIM, Queens of the Stone Age, Eagles of Death Metal en Manic Street Preachers |
| 2009 | Limp Bizkit, The Killers, Slipknot, 2raumwohnung, Alexisonfire, All That Remains, ...And You Will Know Us By The Trail Of Dead, Basement Jaxx, DragonForce, Flogging Molly, Little Man Tate, Machine Head, Madness, Peter Bjorn and John, Placebo, Polarkreis 18, Razorlight, Reamonn, Scouting for Girls, The All American Rejects, The Gaslight Anthem, The Kooks en The Prodigy |
| 2010 | Rammstein, Kiss, Rage Against the Machine, Muse, Alice in Chains, Dizzee Rascal, Editors, Gossip, HIM, Jay-Z, Kasabian, Motörhead, Slayer, Them Crooked Vultures en Zebrahead |
| 2011 | Coldplay, Kings Of Leon, System of a Down, 3 Doors Down, All That Remains, Alter Bridge, Architects, Ash, August Burns Red, Avenged Sevenfold, Beatsteaks, Black Veil Brides, Bonaparte, Bring Me the Horizon, Caliban, Danzig, Deadmau5, Disturbed, Dredg, Frank Turner, Funeral For A Friend, Hollywood Undead, Hurts, In Extremo, In Flames, Interpol, Korn, Lifehouse, Lissie, Madsen, Mando Diao, Ozark Henry, Plain White T's, Rob Zombie, Royal Republic, Silverstein, Simple Plan, Social Distortion, Söhne Mannheims, The Devil Wears Prada, The Gaslight Anthem, The Kooks, Tom Beck, Volbeat, We Are Scientists, White Lies en Wolfmother |
| 2012 | Metallica, Die Toten Hosen, Linkin Park, A$AP Rocky, Anthrax, As I Lay Dying, Awolnation, Billy Talent, Caligola, Cancer Bats, Chase & Status, Cypress Hill, DevilDriver, Dropkick Murphys, Enter Shikari, Evanescence, Example, Gojira, Gossip, Guano Apes, Kasabian, Keane, Killswitch Engage, Lamb Of God, Machine Head, Marilyn Manson, Maximo Park, Motörhead, Opeth, Pete Doherty, Refused, Shinedown, Skrillex, Soundgarden, Steel Panther, Tenacious D, The Hives, The Maccabees, The Offspring, The Rifles, The Subways, The Ting Tings, Tinie Tempah, Triggerfinger en Trivium                                                             |
| 2013 | Thirty Seconds to Mars, Limp Bizkit, Volbeat, The Prodigy, Green Day, Seeed, KoRn, Imagine Dragons, The Killers, Stone Sour, Biffy Clyro, Sportfreunde Stiller, Coheen and Cambria, Five Finger Death Punch, Bastille, Dizzee Rascal, The Wombats, Bad Religion, Papa Roach, Airbourne, Bring Me the Horizon, Amon Amarth, A Day to Remember |
| 2014 | Metallica, Kings of Leon, Linkin Park, Iron Maiden, The Offspring, Slayer, Editors, Kaiser Chiefs, Queens of the Stone Age, Gogol Bordello, Triggerfinger |
| 2015 | Foo Fighters, Die Toten Hosen, The Prodigy, Slipknot, Eagles of Death Metal, Motörhead, Marilyn Manson, Slash ft. Myles Kennedy, Bastille, Rise Against |
| 2016 | Red Hot Chili Peppers, Black Sabbath, Volbeat, Biffy Clyro, Bring Me the Horizon, Bullet for My Valentine, Halestorm, KoRn, Major Lazer, Rudimental, Tenacious D |
| 2017 | Die Toten Hosen, Rammstein, System of a Down, Airbourne, Alter Bridge, In Flames, Liam Gallagher, Macklemore & Ryan Lewis, Prophets of Rage, Sum 41 |
| 2018 | Foo Fighters, Thirty Seconds to Mars, Gorillaz, Muse, A Perfect Circle, Avenged Sevenfold, Body Count ft. Ice-T, Greta Van Fleet, Rise Against, Stone Sour |
| 2019 | Die Ärzte, Slipknot, Tool, Slayer, Alice in Chains, Bring Me the Horizon, Die Antwoord, Dropkick Murphys, Eagles of Death Metal, Kovacs, Sabaton, Slash ft. Myles Kennedy, Smashing Pumpkins |
| 2020 | System of a Down, Green Day, Volbeat, Airbourne, Alter Bridge, Billy Talent, Bush, Deftones, Disturbed, KoRn, Powerwolf, Seasick Steve, The Offspring, Weezer Editie geannuleerd vanwege het uitbreken van de Coronapandemie. |
| 2021 | Ook deze editie werd vanwege de coronapandemie geannuleerd. |
| 2022 | Volbeat, KoRn, Bullet for My Valentine, Shinedown, Billy Talent, Beatsteaks, A Day to Remember, Myles Kennedy, Green Day, The Offspring, Måneskin, Weezer, Danko Jones, Muse, Placebo, Sportfreunde Stiller, Deftones, Mastodon, Baroness |
| 2023 | Incubus |